# Pseudonodosinella
Pseudonodosinella es un género de foraminífero bentónico de la subfamilia Hormosininae, de la familia Hormosinidae, de la superfamilia Hormosinoidea, del suborden Hormosinina y del orden Lituolida. Su especie tipo es Reophax nodulosa. Su rango cronoestratigráfico abarca el Holoceno.

## Discusión
Clasificaciones previas incluían Pseudonodosinella en el suborden Textulariina del orden Textulariida o en el orden Lituolida sin diferenciar el suborden Hormosinina.

## Clasificación
Pseudonodosinella incluye a las siguientes especies:
- Pseudonodosinella antarctica
- Pseudonodosinella bacillaris
- Pseudonodosinella elongata
- Pseudonodosinella hirsuta
- Pseudonodosinella insectus
- Pseudonodosinella parvula
- Pseudonodosinella pseudonodulosa
- Pseudonodosinella rubra
- Pseudonodosinella subbacillaris
- Pseudonodosinella troyeri
  - Pseudonodosinella troyeri var. scabra

Otras especies consideradas en Pseudonodosinella son:
- Pseudonodosinella margaritarius, aceptado como Reophax margaritarius
  - Pseudonodosinella margaritarius elongata, aceptado como Pseudonodosinella elongata
- Pseudonodosinella nodulosa, aceptado como Reophax nodulosus